# 阿拉瓜伊尼亚
阿拉瓜伊尼亚是巴西马托格罗索州的一个市镇。总面积688.676平方公里，总人口1120人，人口密度1.6人/平方公里。